# Setodes diversus
Setodes diversus är en nattsländeart som beskrevs av Yang och Morse 1989. Setodes diversus ingår i släktet Setodes och familjen långhornssländor. Inga underarter finns listade i Catalogue of Life.